# Rosalyn Gold-Onwude
Rosalyn Fatima Gold-Onwude (née le 28 avril 1987) est une joueuse américano-nigériane de basket-ball reconvertie en journaliste et commentatrice sportive. Originaire de New York, Gold-Onwude joue au basket-ball au niveau universitaire à Stanford et au niveau international en équipe nationale du Nigeria.

## Présentation
Gold-Onwude couvre la NBA sur les plateformes TV, numériques et radio d'ESPN et est la présentatrice suppléante de First Take (en) avec Stephen A. Smith (en) chaque semaine. Depuis 2012, Gold-Onwude couvre la March Madness, le tournoi final NCAA, et les équipes universitaires masculines et féminines de la Conférence Pac-12 à la fois en tant qu'analyste et journaliste pour Pac-12 Networks. Plus récemment, Gold-Onwude s'est associée à 35 Ventures de Kevin Durant et Rich Kleiman (en) pour devenir l'un des visages de "The Boardroom". Gold-Onwude est également la présentatrice d'une émission de débat sportif intitulée "Don't at Me" présentée par The Players' Tribune (en) et diffusée en direct sur Twitter.

## Biographie

### Jeunesse
Gold-Onwude est née dans le Queens, à New York, d'une mère juive russe, Pat Gold, et d'un père nigérian, Austin Onwude,. 
Elle joue au basket-ball à l'Archbishop Molloy High School de Briarwood, New York. L'équipe remporte deux titres d'État en 2003 et 2004, mais une blessure au genou met fin à sa saison senior trop tôt. Malgré sa blessure, elle est diplômée de Molloy en tant que joueuse hautement décorée et devient la première athlète féminine de l'histoire du programme à jouer au basketball de Division I après avoir accepté une bourse à l'université Stanford. Gold-Onwude devient la deuxième meilleure marqueuse de tous les temps de Molloy et la meilleure interceptrice et passeuse décisive de tous les temps, et ce malgré une autre blessure au genou. 
En 2011, Gold-Onwude devient la première ancienne joueuse de Molloy à être intronisée au Temple de la renommée de la GCHSAA.

### Carrière universitaire
Gold-Onwude joue au basket-ball tout en obtenant un baccalauréat en communication et une maîtrise en sociologie à l'université Stanford.
En tant que membre de l'équipe féminine de basket-ball de Stanford de 2005 à 2010, Gold-Onwude dispute trois Final Fours et deux finales de championnat national, aidant le Cardinal à remporter quatre titres de Conférence, en tant que meneuse de jeu. Lors de sa dernière saison, elle est nommée joueuse co-défensive de l'année 2010 du Pac-10, mettant fin à sa carrière à Stanford en tant que joueuse la plus capée de l'histoire de l'université.

### Carrière en équipe nationale
Gold-Onwude fait partie de l'équipe nationale féminine du Nigeria terminant quatrième du Championnat d'Afrique féminin 2011 où elle enregistre en moyenne 8,1 points, 2,1 rebonds et 2 passes décisives,,. Elle est également médaillée de bronze aux Jeux africains de 2011.

### Carrière médiatique
De 2017 à 2019, Gold-Onwude travaille pour Turner Sports dans son premier rôle national, couvrant la saison régulière de la NBA, les séries éliminatoires, le All Star Weekend et les matchs de la NBA Summer League pour TNT et NBA TV. 
Avant de rejoindre Turner Sports, Gold-Onwude est journaliste pour les Warriors de Golden State sur NBC Sports Bay Area, les couvrant sur trois finales NBA consécutives et deux championnats de 2014 à 2017. Gold-Onwude est la commentatrice du Liberty de New York de la WNBA de 2011 à 2017 pour MSG Networks. De plus, elle rejoint NBC pour couvrir les Jeux olympiques de Rio 2016 en tant que journaliste pour le basket-ball masculin. Gold-Onwude travaille comme consultante pour la NBA sur ESPN Radio depuis 2022.